# 화압

도요토미 히데요시의 화압

화압(花押) 또는 수결(手決)은 동아시아 문화에서 사용되는 양식화된 서명 혹은 개인 표지이다. 중국에서 유래된 화압은 역사적으로 정부 관리, 예술가, 장인과 같은 저명한 인물들에 의해 사용되었다. 현대에도 여전히 유명인들에 의해 간혹 사용된다. 대부분의 화압은 서예를 바탕으로 한자를 조합하거나 변형시켜서 만들어진다.

## 역사

### 중국
화합에 관한 현전하는 가장 오래된 기록은 북제서이다. 화압의 인기는 북송(960-1127) 시대에 최고조에 달했고, 이후 점차 쇠퇴하였다.

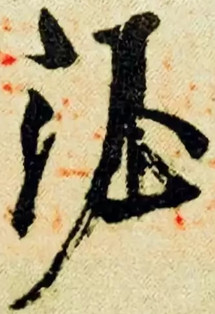
당 현종(685-762)의 화압
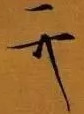
북송 휘종의 화압
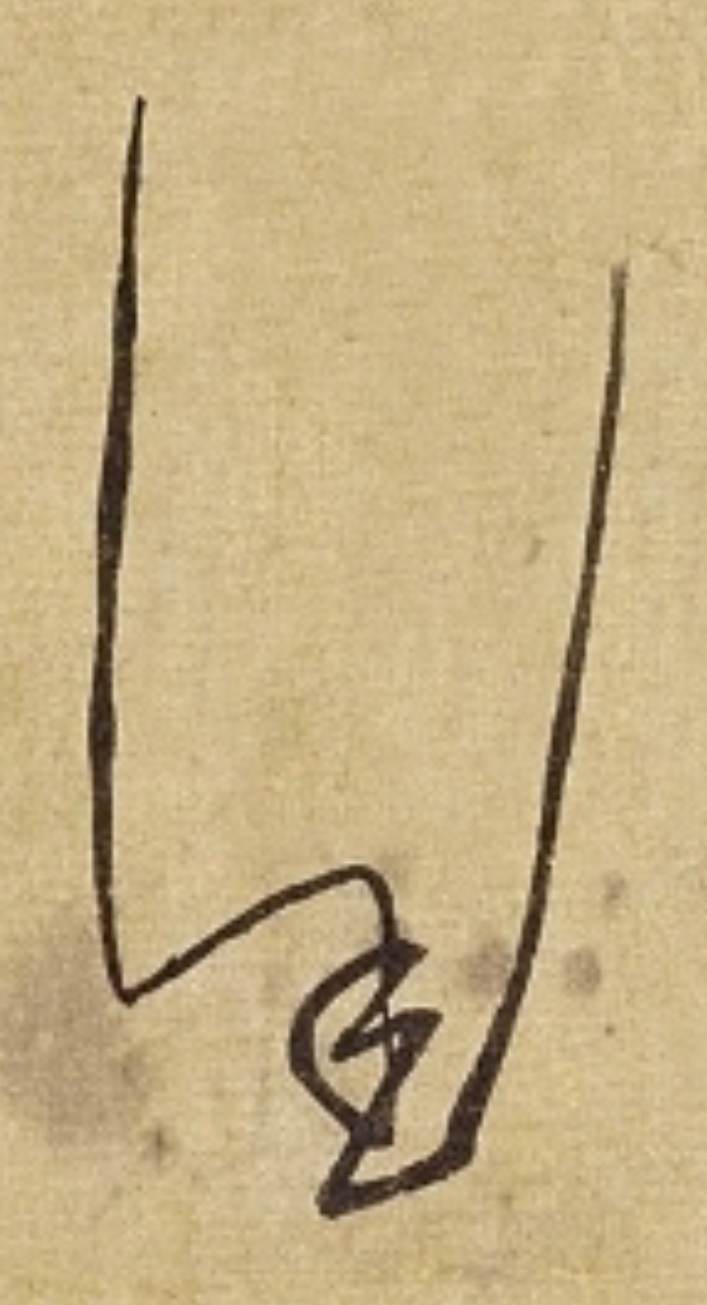
명 홍무제의 화압
송 태조(927-976)의 화압
북송 태종(939–997)의 화압
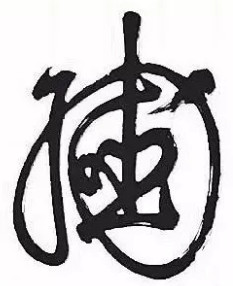
명 숭정제(1611-1644)의 화압
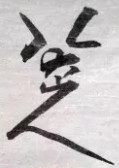
화가 팔대산인(1626–1705)의 화압
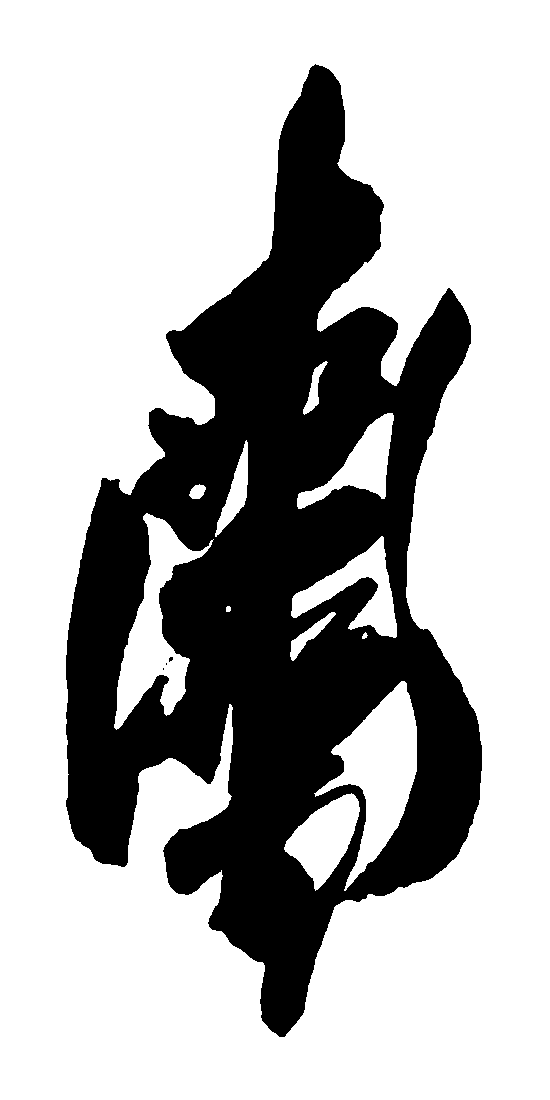
장군 이홍장(1823-1901)의 화압

### 한국
《고려사》에는 착명서(着名署),·착서(着署)·초압(草押) 등의 명칭으로 나타난다. 조선 시대에는 이에 더해 수결(手決)·화압(花押)이라고도 하였으며, 주로 직선을 긋고 상하에 점이나 원 등의 기호를 더한 일심결(一心決)이 고안되어 사용되었다. 수결에는 이름자를 바탕으로 한 착명과 임의의 글자를 변형한 착압의 두 가지 종류가 있으며, 이러한 구분은 조선 초기에 엄밀히 구별되었으나 시대가 내려오면서 혼동되었다. 임금의 수결을 어압(御押)이라고 한다.

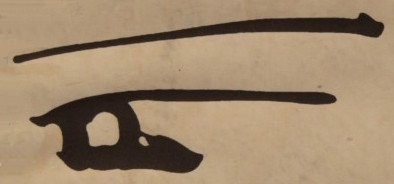
조선 태조(1335-1408)의 수결
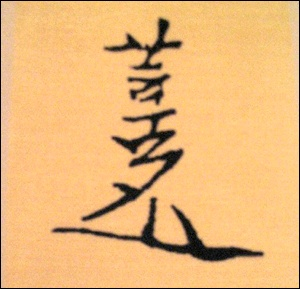
조선 태종(1367-1422)의 수결
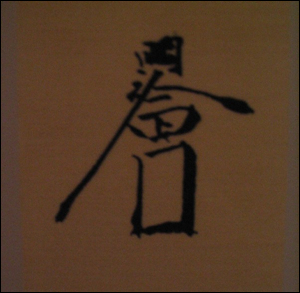
조선시대 문신 한명회(1415-1487)의 수결
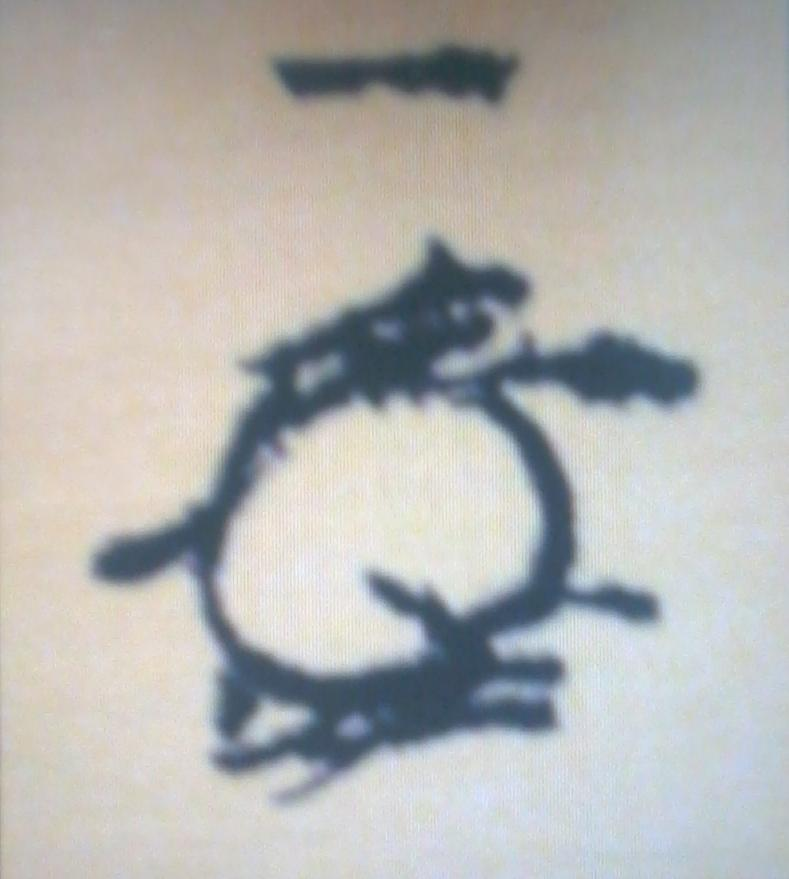
조선시대 문신 김장생(1548-1631)의 수결
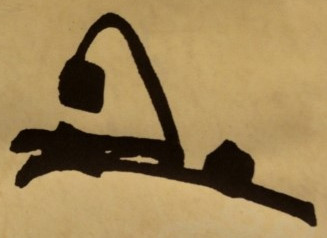
조선 정조(1752-1800)의 수결
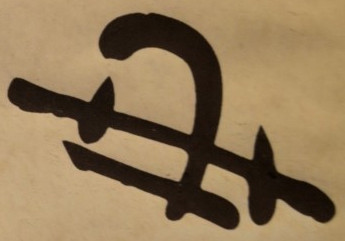
대한제국 고종(1852-1919의 수결

### 일본
일본에서 화압은 헤이안 시대(794-1185)에 처음으로 전파되었다. 에도 시대 이래에 가장 성행하였으며 당대의 정치인과 유명인들이 즐겨 사용하였다. 화압을 읽고 알아보기 위해서는 전문 지식이 요구되기 때문에, 역사적으로 화압에 관한 전문 서적이 출간되기도 하였다.

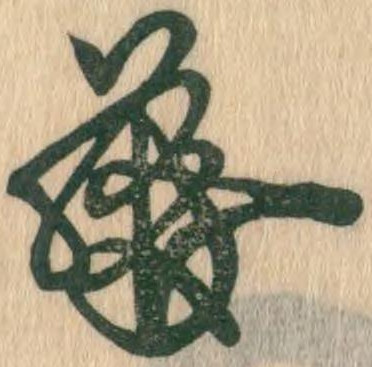
오기마치 천황(1517-1593)의 화압
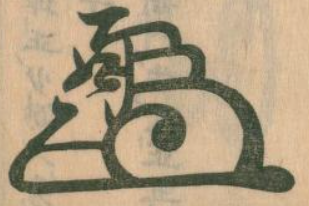
다이묘 우에스기 겐신(1530-1578)의 화압
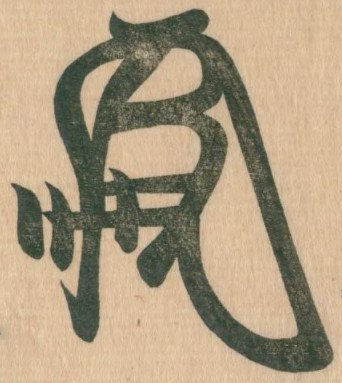
쇼군 아시카가 요시테루(1536-1565)의 화압
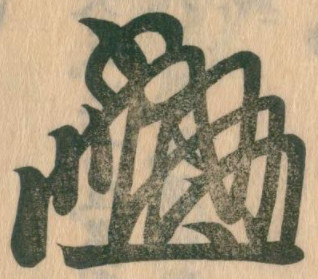
귀족 고노에 사키히사(1536-1612)의 화압
도조 히데키의 화압
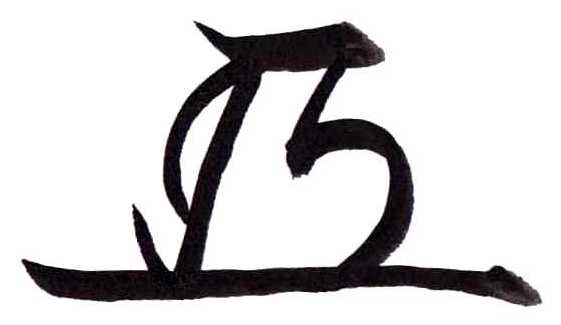
도쿠가와 이에야스의 화압
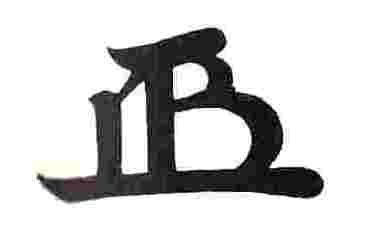
쇼군 도쿠가와 이에요시(1793-1853)의 화압
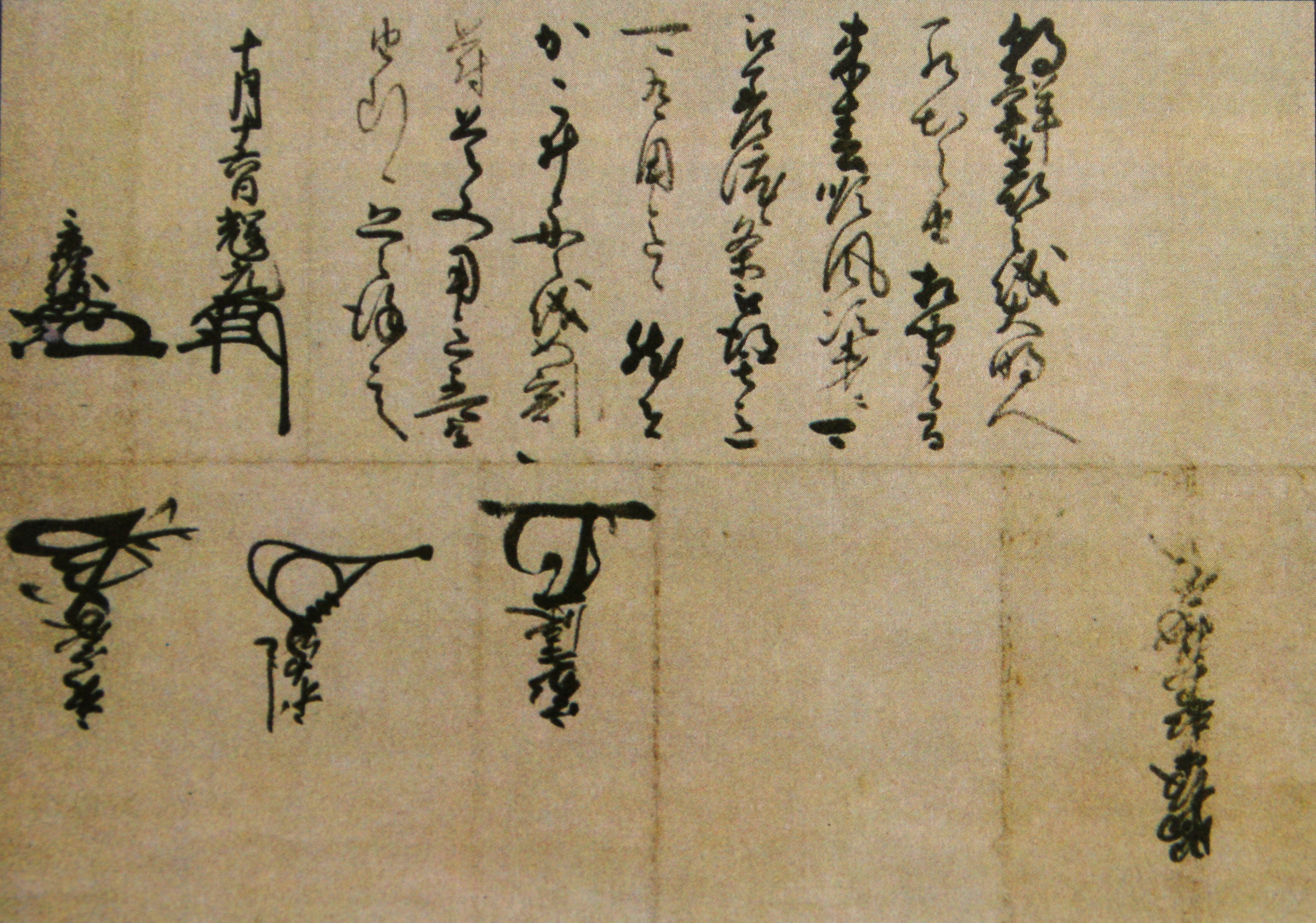
오대로 5명의 화압

## 같이 보기
- 투그라 - 오스만 술탄이 사용한 양식화된 아랍식 서명
- 서명